# Suriname himnusza
A God zij met ons Suriname (kiejtése: [ˌɣɔt ˈsɛi mɛt ɔns ˌsyːriˈnaːmə], jelentése magyarul: Isten legyen Suriname-mal, másik címén Opo kondreman) a Suriname Köztársaság nemzeti himnusza.
A mű szövegét Cornelis Atses Hoekstra és Henry de Ziel írták 1893-ban, a zenéjét pedig Johannes Corstianus de Puy szerezte 1876-ban. A dal 1959-ben lett az akkor még Holland Guyana néven létező, Hollandia határon túli tartományaként számontartott ország himnusza.

## Szöveg
| Holland nyelven | Sranan Tongo nyelven | Magyar fordítás |
| --- | --- | --- |
| God zij met ons Suriname Hij verheff'ons heerlijk land Hoe wij hier ook samen kwamen Aan zijn grond zijn wij verpand Werkend houden w'in gedachten Recht en waarheid maken vrij Al wat goed is te betrachten Dat geeft aan ons land waardij. | Opo, kondreman un' opo! Sranangron e kari un'. Wans' ope tata komopo Wi mu' seti kondre bun. Strey de f' strey, wi no sa frede. Gado de wi fesiman. Eri libi te na dede Wi sa feti gi Sranan. | Isten legyen Suriname-mal Büszke hazánkat magasztalja. Nem számít, hogyan jutottunk ide: Az ő földjének vagyunk zálogba adva. A munka, amit szem előtt tartunk, A törvény és az igazság szabaddá tesz Mindent megteszünk, ami jó. Ez adja földünk értékét. |